# Championnat de Nouvelle-Zélande de football 1990
Navigation
Saison précédente Saison suivante
La saison 1990 du Championnat de Nouvelle-Zélande de football est la 21e édition du championnat de première division en Nouvelle-Zélande. La NSL (National Soccer League) regroupe quatorze clubs du pays au sein d'une poule unique, où ils s'affrontent deux fois au cours de la saison, à domicile et à l'extérieur. À la fin de la compétition, le dernier du classement est relégué et remplacé par le meilleur club des trois ligues régionales.
C'est le club de Waitakere City FC qui remporte la compétition après avoir terminé en tête du classement final, avec deux points d'avance sur Mount Wellington AFC et treize sur Christchurch United AFC. C'est le tout premier titre de champion de Nouvelle-Zélande de l'histoire du club.
Le tenant du titre, Napier City Rovers AFC, ne termine qu'à la 6e place, à vingt-quatre points de Waitakere City FC.

## Les clubs participants
| - Waitakere City FC - Christchurch United AFC - New Plymouth Old Boys - Promu de D2 - Waterside Karori - North Shore United AFC - Waikato United - Napier City Rovers AFC | - Gisborne City AFC - Mount Maunganui AFC - Mount Wellington AFC - Wellington United AFC - Manurewa AFC - Miramar Rangers - Hutt Valley United |

## Compétition

### Classement
Le barème utilisé pour établir le classement est le suivant :
- Victoire : 3 points
- Match nul : 1 point
- Défaite : 0 point

| Rang | Équipe                     | Pts | J  | G  | N  | P  | Bp | Bc | Diff |
| ---- | -------------------------- | --- | -- | -- | -- | -- | -- | -- | ---- |
| 1    | Waitakere City FC          | 62  | 26 | 20 | 2  | 4  | 60 | 24 | +36  |
| 2    | Mount Wellington AFC (C)   | 60  | 26 | 18 | 6  | 2  | 54 | 19 | +35  |
| 3    | Christchurch United AFC    | 49  | 26 | 15 | 4  | 7  | 50 | 32 | +18  |
| 4    | Waikato United             | 47  | 26 | 14 | 5  | 7  | 44 | 31 | +13  |
| 5    | Manurewa AFC               | 38  | 26 | 10 | 8  | 8  | 38 | 32 | +6   |
| 6    | Napier City Rovers AFC (T) | 38  | 26 | 9  | 11 | 6  | 41 | 36 | +5   |
| 7    | Mount Maunganui AFC        | 32  | 26 | 9  | 5  | 12 | 40 | 38 | +2   |
| 8    | North Shore United AFC     | 30  | 26 | 8  | 6  | 12 | 34 | 38 | -4   |
| 9    | Miramar Rangers            | 29  | 26 | 8  | 5  | 13 | 35 | 47 | -12  |
| 10   | Hutt Valley United         | 29  | 26 | 8  | 5  | 13 | 24 | 40 | -16  |
| 11   | Wellington United AFC      | 29  | 26 | 8  | 5  | 13 | 32 | 52 | -20  |
| 12   | Gisborne City AFC          | 24  | 26 | 6  | 6  | 14 | 30 | 49 | -19  |
| 13   | New Plymouth Old Boys (P)  | 21  | 26 | 5  | 6  | 15 | 28 | 47 | -19  |
| 14   | Waterside Karori           | 17  | 26 | 3  | 8  | 15 | 22 | 47 | -25  |

|  | Champion de Nouvelle-Zélande 1991                                                       |
|  | Relégation directe en championnat régional                                              |
|  | (T) : Tenant du titre (C) : Vainqueur de la Coupe de Nouvelle-Zélande (P) : Promu de D2 |

## Bilan de la saison
| Championnat de Nouvelle-Zélande de football 1990                             |                               |
| Champion                                                                     | Waitakere City FC (1er titre) |
| Coupes et trophées                                                           |                               |
| Vainqueur de la Coupe de Nouvelle-Zélande 1990                               | Mount Wellington AFC          |
| Promotions et relégations                                                    |                               |
| Promus en Championnat de Nouvelle-Zélande de football                        | Nelson United AFC             |
| Relégués en Championnat de Nouvelle-Zélande de football de deuxième division | Waterside Karori              |